# Lastreopsis rufescens
Lastreopsis rufescens är en träjonväxtart som först beskrevs av Bl., och fick sitt nu gällande namn av Ren-Chang Ching. Lastreopsis rufescens ingår i släktet Lastreopsis och familjen Dryopteridaceae. Inga underarter finns listade.